# Helmershus
Helmershus är en by söder om Värnamo. Järnvägslinjen Skåne–Smålands Järnväg passerade orten. Spåret ligger kvar i riktning mot Värnamo och förvaltas av Trafikverket. 
Från 2015 avgränsade SCB här en småort.